# Vulve
La vulve est l’ensemble des organes génitaux externes de la femelle chez les mammifères placentaires (dont Homo sapiens).
Le terme « vulve » est également utilisé dans la littérature scientifique pour des structures fonctionnellement comparables chez d'autres groupes d'animaux tels que les marsupiaux et les nématodes.

## Anatomie comparée chez les mammifères
Chez les mammifères, à l'exception des monotrèmes, les orifices urinaire et génital sont séparés de l'anus par le périnée. Au contraire, les monotrèmes n'ont ni vulve ni vagin, mais deux utérus qui s'ouvrent, avec leur urètre et leur intestin, dans un cloaque. Un tel cloaque existe au cours du développement embryonnaire de l’ensemble des mammifères, y compris les humains, mais chez les animaux marsupiaux et placentaires, il est ensuite séparé par une couche de tissu, le septum urogénital, en une région antérieure contenant les organes sexuels et la vessie et une région postérieure contenant l'anus.
La vulve d'un mammifère placentaire se compose des éléments suivants avec ses variations :
- Clitoris : composé du gland et du corps et généralement rétracté dans un prépuce. À l'intérieur du clitoris de nombreux placentaires se trouve l'os clitoridien. Chez les chevaux et les chiens, le clitoris est contenu dans la fosse clitoridienne, qui est une petite poche de tissu[4],[5].
- Lèvres : une petite et fine paire de structures ressemblant à des lèvres qui protègent le vestibule. Ils sont connus sous le nom de « labia vulvae » (lèvres vulvaires) chez les carnivores et les ongulés et de « labia minora » (petites lèvres) chez les primates[6],[7],[8],[9]. Les « labia majora » (grandes lèvres) n'existent que chez les primates (y compris les humains). Les Afrothériens n'ont pas de lèvres distinctes[10].
- Vestibule/ouverture urogénitale : un espace où s'ouvrent l'urètre et le vagin.

## Par espèce

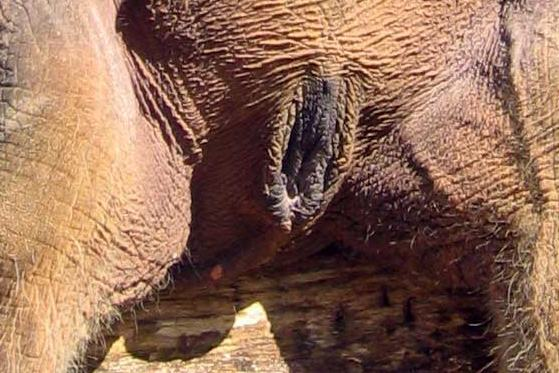
Vulve d'une éléphante d'Asie.
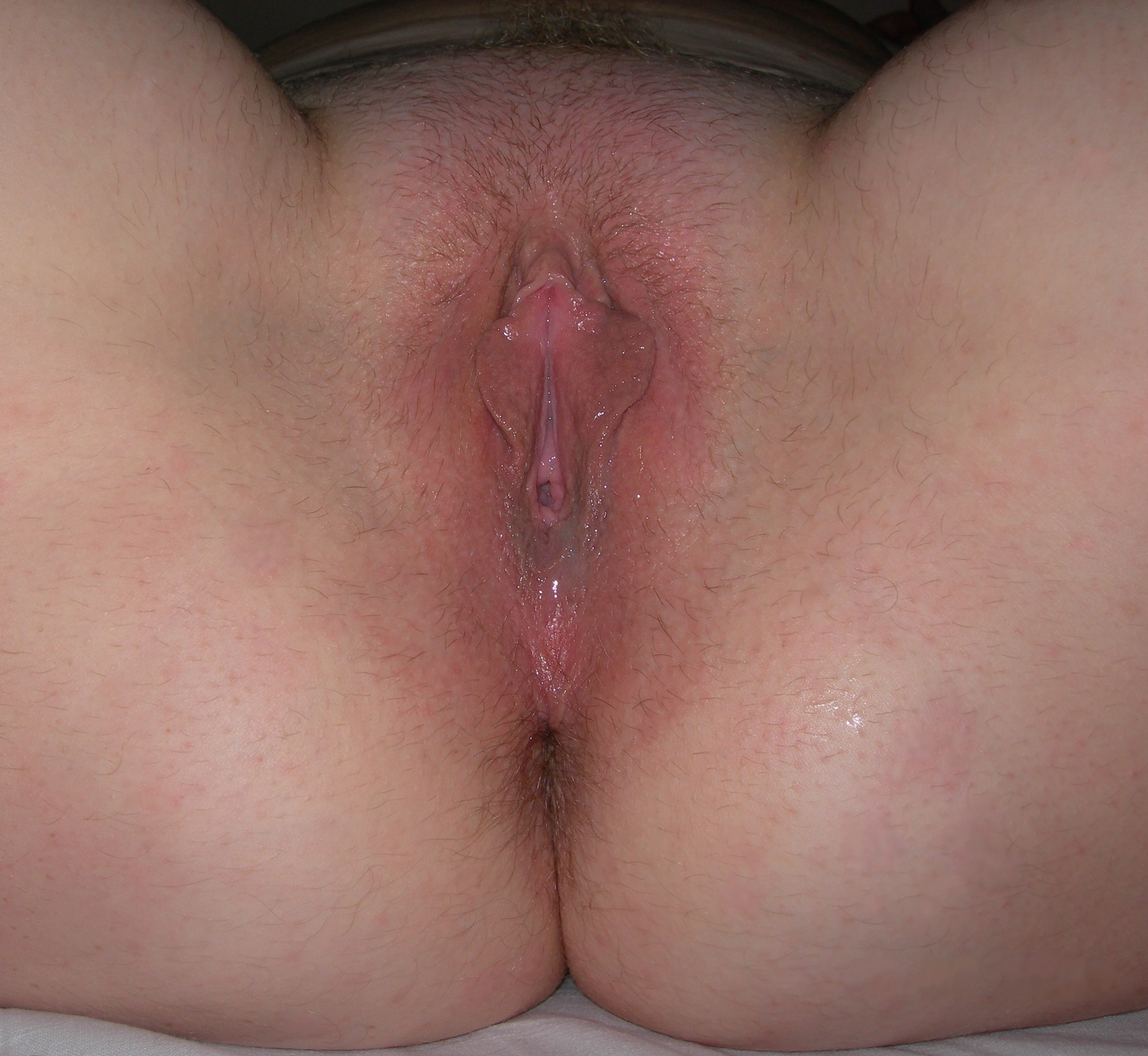
Vulve humaine
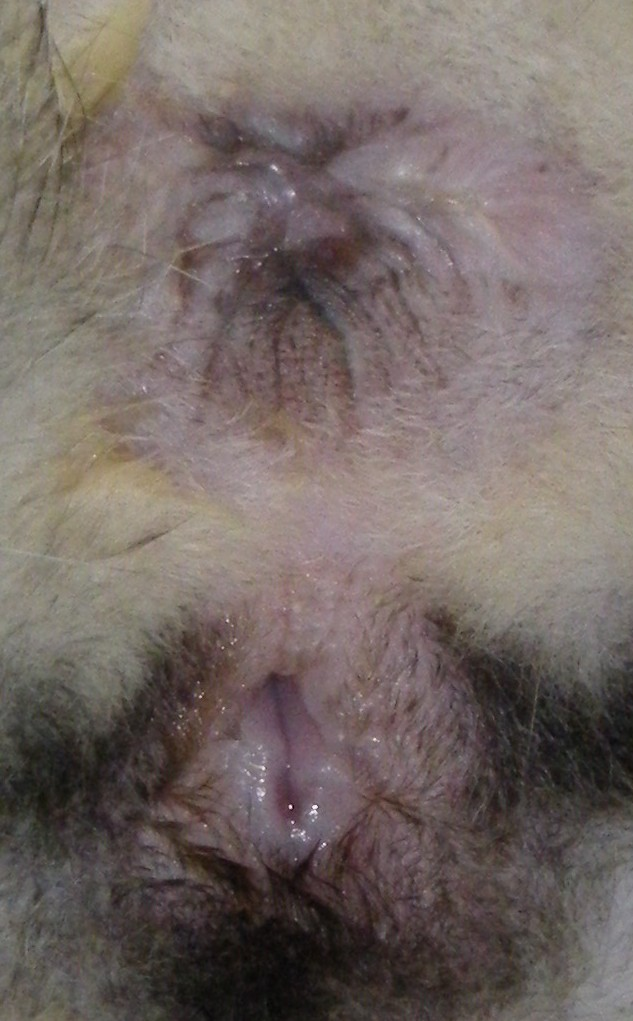
Anus, périnée et vulve d’une chatte domestique
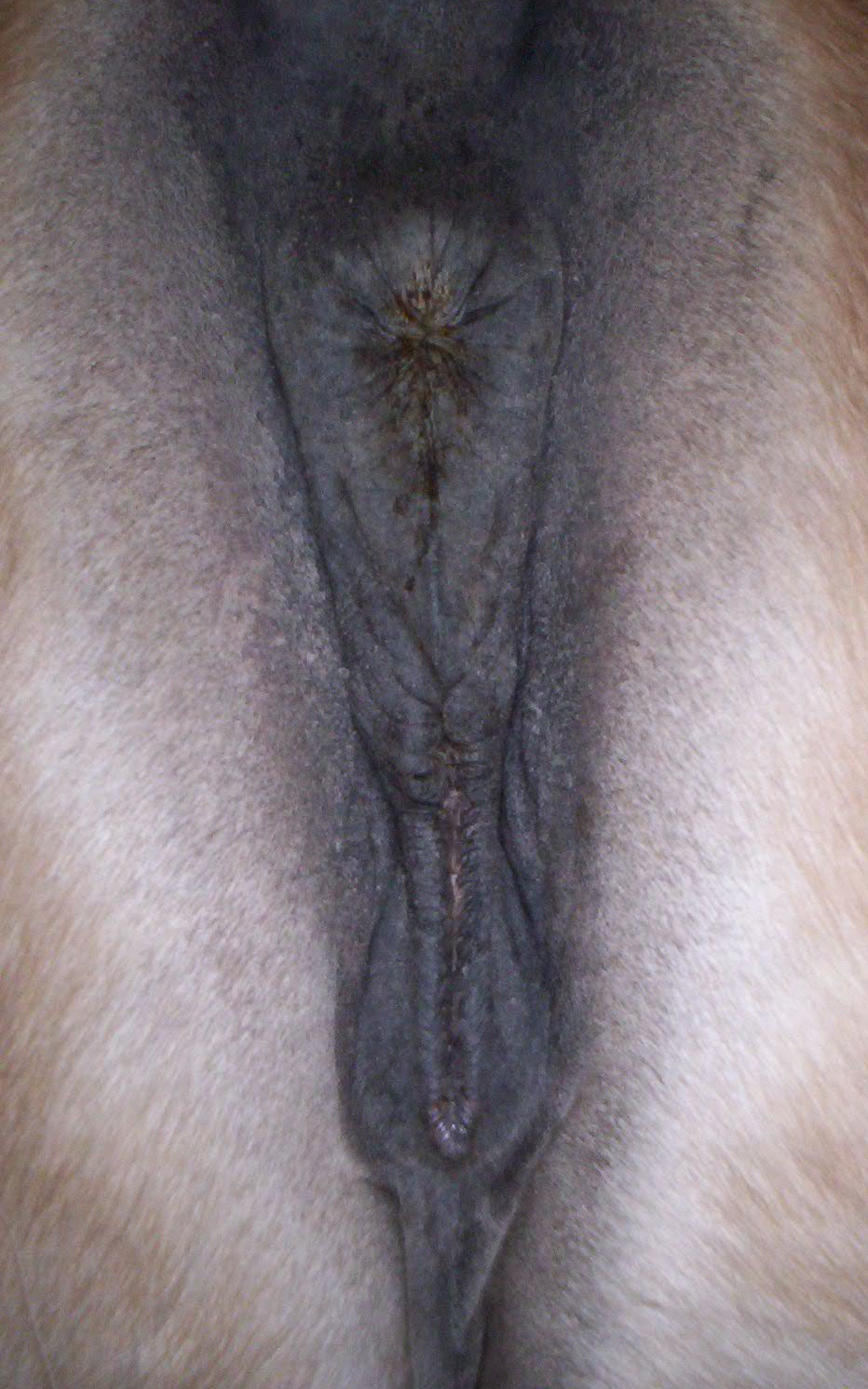
Anus, périnée et vulve d’une jument Haflinger
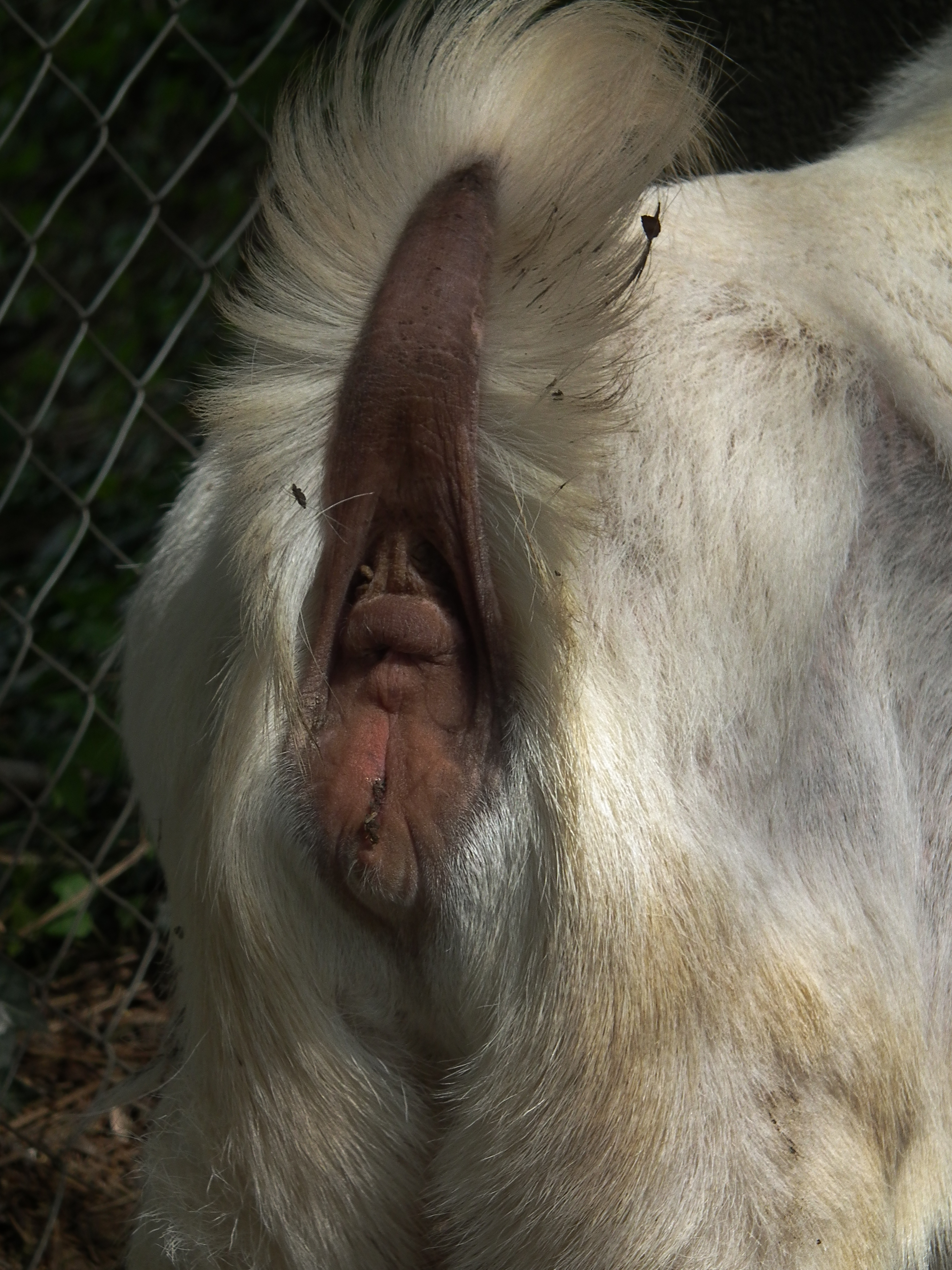
Anus et vulve d’une chèvre Boer
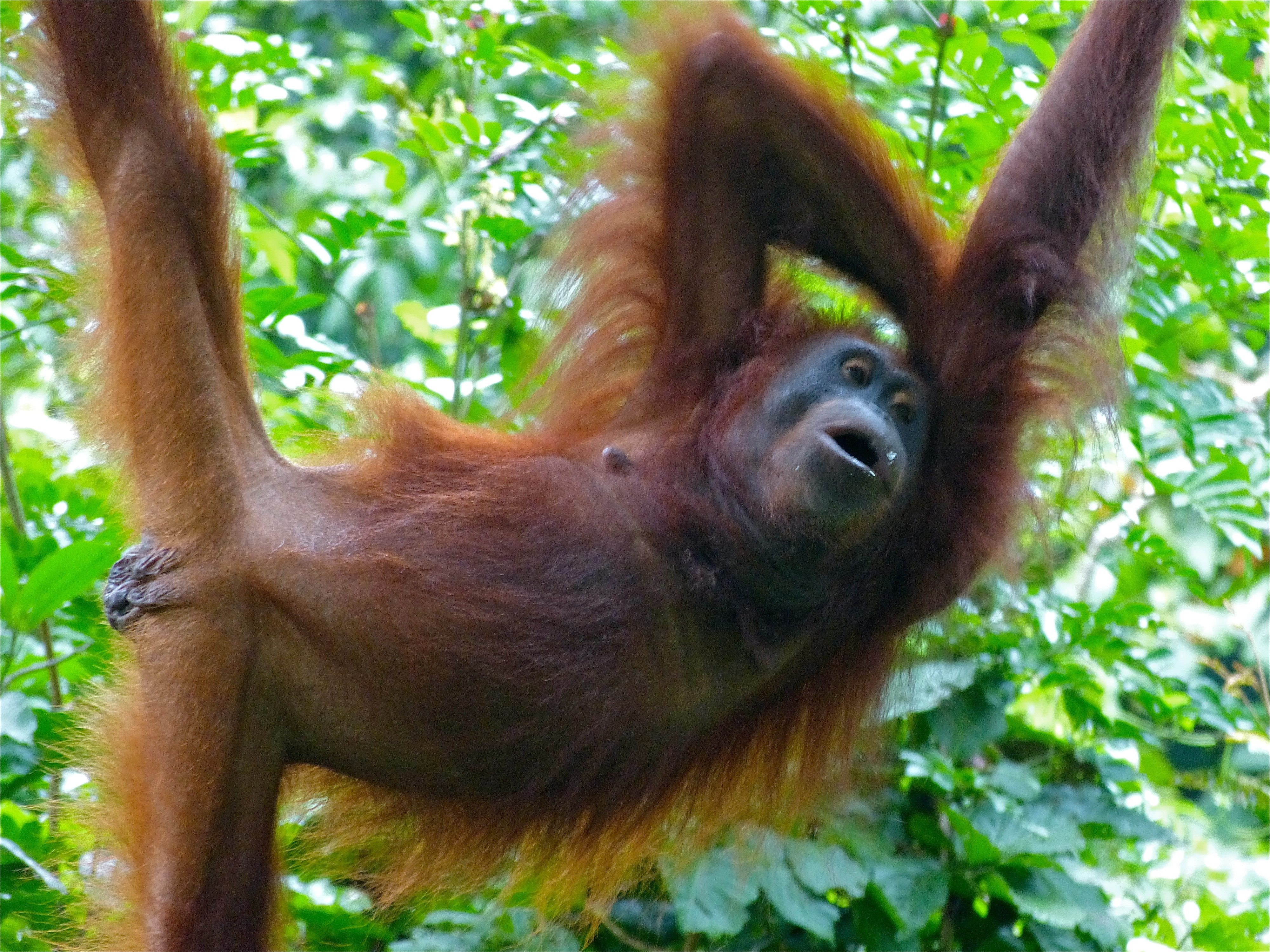
Femelle orang-outan.

### Femme
La vulve humaine est la partie externe de l'appareil génital féminin. L'organe comprend entre autres le mont du pubis, les grandes lèvres, les petites lèvres, le clitoris, le vestibule vulvaire, le méat urétral, l'ouverture vaginale, les glandes de Bartholin et les glandes de Skene. La vulve protège le vagin et indirectement l'utérus par ses lèvres vaginales internes et externes. Les muscles du plancher pelvien soutiennent les structures de la vulve ; d'autres muscles du triangle urogénital apportent également soutien.
Les artères pudendales assurent l'apport sanguin à la vulve, alors que les veines pudendales internes drainent le sang veineux hors de la vulve. Les vaisseaux lymphatiques transportent la lymphe hors de la vulve vers les nœuds lymphatiques inguinaux. Elle est innervée par le nerf pudendal, le nerf périnéal, le nerf ilio-inguinal et leurs branches. L'afflux sanguin et les nerfs de cet organe participent à l'excitation sexuelle, laquelle sert au processus de reproduction.
Une fois formée, la vulve est le siège de changements visibles dès le plus jeune âge jusqu'après la ménopause. Son apparence varie d'une personne à l'autre, particulièrement pour les petites lèvres et le clitoris, qui peuvent être de grandeur variable. L'organe peut être atteint de plusieurs maladies qui sont souvent les conséquences d'irritations vaginales. Elle peut être le siège d'infections et de cancers. La génitoplastie sert à reconstruire la vulve, et des opérations de chirurgie plastique peuvent être entreprises sur cet organe pour des raisons esthétiques.